# Kasos (gmina)
Kasos (gr. Δήμος Κάσου, Dimos Kasu) – gmina w Grecji, w administracji zdecentralizowanej Wyspy Egejskie, w regionie Wyspy Egejskie Południowe, w jednostce regionalnej Karpatos. W jej skład wchodzi między innymi wyspa Kasos. Siedzibą gminy jest Fri. W 2011 roku liczyła 1084 mieszkańców.